# Oswego (Kansas)
Pour les articles homonymes, voir Oswego.
La ville américaine d’Oswego est le siège du comté de Labette, État du Kansas. En 2010, sa population s’élevait à 1 829 habitants. Densité : 361,1 hab/km2 (935,4 hab/mi2). Superficie totale : 5,5 km2 (2,1 mi2).